# Vingaporfyr

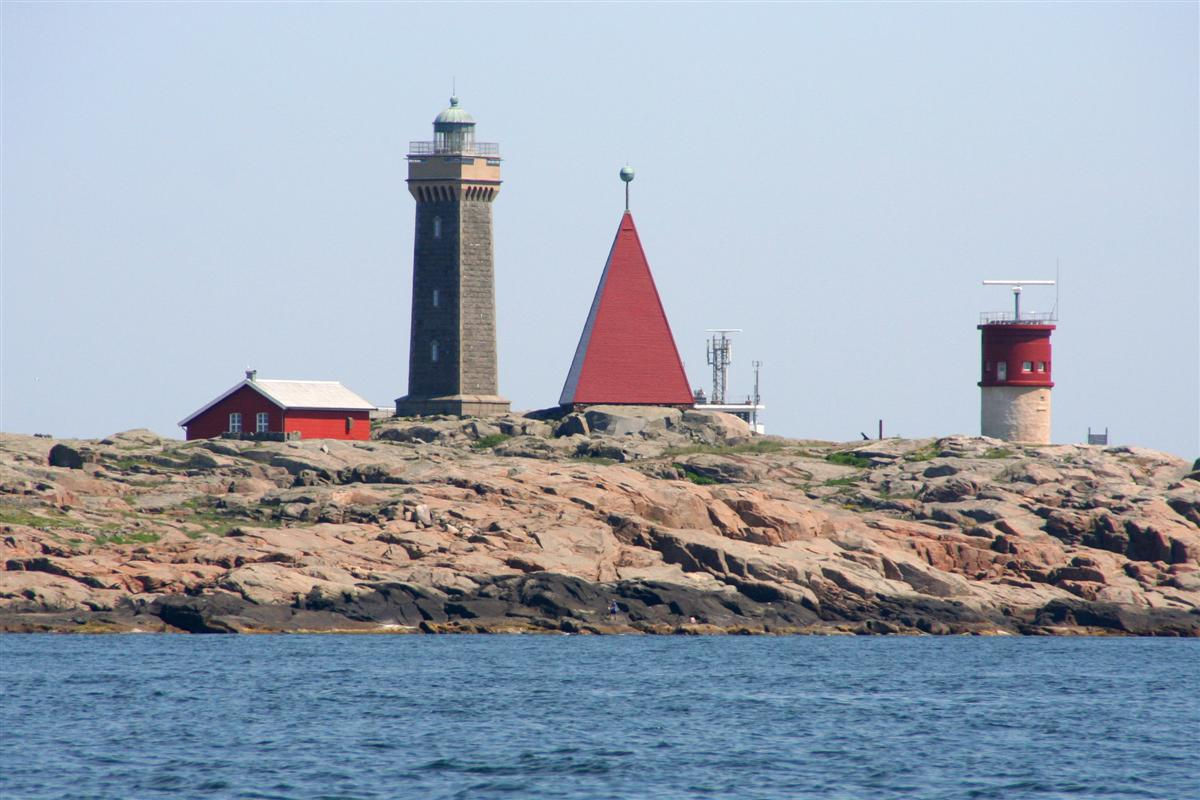
Vinga fyr, byggd i vingaporfyr

Vingaporfyr är en porfyr, som brutits på Vinga utanför Göteborg.
Vingaporfyr är grå och finkornig, med ljusa korn av bland annat fältspat. Den är en kvartsmonzodiorit, som bildades för cirka 950 miljoner år sedan, då den trängde upp genom omkringliggande äldre gnejser.
Vingapofyren finns i en minst fyra kilometer lång och en kilometer bred intrusion på Vinga och närliggande skär i den övriga berggrunden av gnejs. Vingaporfyr har brutits på Koholmens norra strand som byggnadsmaterial för Vinga fyr.